# Картеч
Картеч (на полски: kartecza, от на италиански: cartoccio – пакетче, патрон) е:
- артилерийски снаряд (картечна граната) за стрелба на близко разстояние по открита цел; състои се от тънкостенна цилиндрична обвивка със 100 – 200 куршума[1] (според друг източник – от 80 до 300 в заряд).[2][3]
- съдържимото на заряда (патрона) в ръчното (стрелково) огнестрелно оръжие, с поразяващи елементи, по-големи от сачма, обикновено от 5 до 20 на заряд.

Единичният картечен куршум (поразяващ елемент, проектил) се нарича карте́чина. Съществува и артилерийско оръдие карте́чница.

## История
В периода на развитие на цивилизацията се усъвършенства и военното дело, в частност използването на оръжия, в т.ч. и на огнестрелното. Така е измислен картечът – за поразяване на живата сила на противника при отразяване на неговата атака. Зараждането на идеята за картечна стрелба, както е указано във Военната енциклопедия на Иван Дмитриевич Ситин от 1911 – 1915 г., се проследява в каменометите, използвани, заедно с бомбардите и мортирите и техните каменни гюлета, за навесно мятане на къси разстояния на камъни, дребни каменни гюлета, парчета от тухли (кирпич) и железа и др. подобни изключително при атаката и отбраната на крепостите за защита на открити пространства, мостове, ровове.

## Артилерийски картеч
Артилерийски снаряд, предназначен за поразяване на живата сила на противника на близки разстояния (до 300 m) в открито поле.
Изначално снарядът представлявал много малки камъчета или парчета желязо, които се насипват в канала на ствола върху заряда и се фиксират с тапа. След това, за да се предотврати износването на ствола, картечът предварително се насипва в торбичка. Последните образци на картечните снаряди представляват набор от сферични чугунени или оловни куршуми в метална или картонена цилиндрична опаковка. При това, ако диаметъра на ствола е кратен на диаметър на зърната, такъв картеч се нарича съгласуван. Картечният снаряд се състои от тънкостенна цилиндрична обвивка, в която са поставени сферични куршуми. Картечът няма нито разпръскващ заряд, нито взривател. При изстрела от оръдието, в резултат на налягането на барутните газове, обвивката се разкъсва и куршумите излитат през дулото като сноп. Картечът за гладкостволните оръдия се състои от чугунени топчета; за нарезните оръдия, за да не се допусне износване на нарезите на ствола, куршумите се леят от олово, цинк или сплави.
Едно от най-известните исторически оръдия, специално пригодени за стрелба с картеч или „сачми“, е Цар Топ в Московския Кремъл, или, като се наричал преди – Руската сачмалийка. При калибър на ствола от 890 mm картечният заряд трябва да бъде около 1500 фунта, или 37 и половина пуда (т.е. около 600 kg). Теглото на барутния заряд обикновено се взема за равен на теглото на картеча. Известният военен историк А. Б. Широкорад, в своите книги (в частност, в „Артилерията в древна Русия“) говори за това, че Цар Топ е записан като съчмалия през XVIII век при описа на всички оръдия, намиращи се в Москва, като по онова време старите оръдия обикновено се записват като „картечни“ и се поставят, например, в капонири за отбрана на рововете на крепостите, и Цар Топ е записан като такъв не поради неговото предназначение, а поради неговата възраст. Също така Широкорад пише, че използването на Цар Топ като сачмалия е невъзможно поради голямата продължителност на зареждането на тези оръдия – в онези времена бомбардите с калибър от половин метър и повече имат скорострелност не повече от два изстрела на ден, т.е. против войските на противника такава „сачмалийка“ ще е безполезна – и счита, че Цар Топ, бидейки по тип бомбарда, е предназначен за стрелба с каменни гюлета.
В началото на 1880-те години мещанинът Дубинин предлага осемцевно оръдие, което изстрелва ветрилообразно 1600 куршума в минута, по 50 куршума в патрон, всичко 32 изстрела в минута.
В началото на XIX век е изобретен шрапнелът, който от средата на същия век в значителна степен измества картеча. Независимо от запазващата се нужда от картеч, шрапнелните снаряди го заменят с успех, тъй като дистанционните взриватели имат възможност за настройка „за картеч“, т.е. такова забавяне, при което картечният снаряд сработва в непосредствена близост от оръдието. В същото време, картечът се запазва в боекомплекта на ред оръдия до Втората световна война и след нея, с цел самоотбрана на разчета на оръдието от пехотата на противника в близък бой, например в боекомплекта на съветското 45-mm противотанково оръдие има картечни снаряди, но не и шрапнелни поради малкия калибър на оръдието.
Главните изисквания към артилерийския картеч са: максималното използване на теглото на снаряда за носене на поразяващи елементи – куршуми (затова и корпусите на картечните снаряди се правят тънки и леки: от нещо пластично, картон, тъкан); картечът, при движението си по канала на ствола на оръдието, трябва да се разтвори, т.е. да освободи куршумите от обвивката; картечът трябва да е прост и евтин за производство. При проектирането му се вземат мерки за това, че даже при стрелба от нарезни оръдия куршумите да нямат въртеливо движение – в противен случай техният ъгъл на разлитане ще бъде значително по-голям от необходимия (6 – 9°). Куршумите за картеч са сферични, направени от оловна и антимонова сплав. Полезното тегло на картеча съставлява 70 – 80%.

## Оръжеен (пистолетен) картеч
Оръжейният картеч представлява едри сачми за ловни пушки, с диаметър от 5,25 до 10 mm. Използва се за лов на вълци, елени, диви прасета.

## В съвременната армия
През 2004 г. с цел увеличаване на огневата мощ на танковете M1 Abrams против жива сила, особено в условията на градски бой, за танковото оръдие M256A1 (лицензен вариант на немското L44) е разработен и приет на въоръжение унитарен изстрел с картечен снаряд М1028 (на английски: M1028 canister) с готови поразяващи елементи със сферична форма, произведени в Германия, които са на въоръжение само за танковете на Корпуса на морската пехота на САЩ. В качеството на поразяващи елементи снарядът съдържа 1098 броя готови поразяващи елемента със сферична форма и диаметър 9,5 mm (метални топчета от волфрамова сплав), които запазват поразяващата си сила на разстояние до 600 метра. Този снаряд може да се използва за унищожаване на пехотата на противника, при засади, в градски условия, дефилета, за спиране на атаките и контратаките на пехотата, а също така за поддръжка на собствените настъпващи войски чрез заградителен огън. Картечният снаряд също така е високоефективен за пробиване на отвори за пехотата в тухлени и газобетонни стени, както и срещу железобетонни стени на разстояния до 75 метра. Понастоящем този боеприпас се произвежда в малки серии.